# Hanuman Stadium
Das Hanuman Stadium, auch bekannt als SRU Stadium, befindet sich in der kambodschanischen Stadt Siem Reap. Das Stadion ist die Heimspielstätte des Erstligisten Angkor Tiger und hat ein Fassungsvermögen von 3000 Personen. Bei dem Stadion handelt es sich um ein reines Fußballstadion.